# Belfast (Mägo de Oz)
Belfast è un album in studio del gruppo musicale folk metal spagnolo Mägo de Oz, pubblicato nel 2004. Molti brani sono cover anche adattate o tradotte in lingua spagnola.

## Tracce
1. Irish Pub (Gwendal cover) - 3:00
2. Belfast (Boney M. cover) - 4:53
3. La rosa de los vientos (The Compass Rose) - 6:20
4. Dame tu amor (Whitesnake cover di Guilty of Love) - 3:25
5. Mujer amante (Rata Blanca cover) - 7:03
6. Alma (orchestral version) - 6:49
7. Más que una intención (Asfalto cover) - 7:18
8. Dama negra (Uriah Heep cover di Lady in Black) - 5:03
9. Todo irá bien (Elvis Presley cover di Can't Help Falling in Love) - 5:19
10. Se acabó (Leño cover) - 2:53
11. Hasta que tu Muerte nos Separe - 5:32
12. Somewhere Over the Rainbow (Israel Kamakawiwo'ole cover) - 4:37